# Côm Kon Tum
Côm Kon Tum hay còn gọi côm công tum (danh pháp khoa học: Elaeocarpus kontumensis) là một loài thực vật có hoa trong họ Côm. Loài này được Gagnep. mô tả khoa học đầu tiên năm 1943.